# Diocèse de Trincomalee
Le diocèse de Trincomalee est une circonscription ecclésiastique de l’Église catholique au Sri Lanka. Érigé en 1893 à partir des diocèses de Colombo et de Jaffna (en) il est renommé ‘Trincomalee-Batticaloa’ en 1967, et reprend son ancien nom en 2012 lorsque la partie méridionale de son territoire est érigée en diocèse de Batticaloa. Suffragant de l’archidiocèse de Colombo, le diocèse a pour évêque Mgr Christian Noel Emmanuel.

## Histoire
Le diocèse est créé par le bref apostolique In hac beati Petri (25 aout 1893) de Léon XIII, en joignant la section méridionale du diocèse de Jaffna à la section orientale de celui de Colombo. Il est confié aux jésuites français de la Province de Champagne. Les pères Oblats irlandais, avec Louis Mary Keating, avaient fondé à Trincomalee un collège, en 1867, qui fut repris par les jésuites (1893). Avec le père Charles Bonnel, frère de Ferdinand Bonnel, au début du XXe siècle, le collège Saint-Joseph prend un grand essor et contribue beaucoup, tout au long du XXe siècle, au développement du diocèse et du pays, particulièrement dans le domaine des sciences. 
Le diocèse est renommé 'Trincomalee-Batticaloa' en 1967: il rassemble une large partie des fidèles catholiques de langue tamoule vivant tout au long de la côte orientale de l’île de Sri Lanka.  Avec la création du diocèse d’Anuradhapura une section territoriale du diocèse est transférée. Le 3 juillet 2012 il redevient diocèse de Trincomalee lorsque sa partie méridionale est érigée en nouveau diocèse avec siège à Batticaloa.

## Évêques Trincomalee
(de 1967 à 2012: évêques de Trincomalee-Batticaloa)
- 1898-1913: Charles Lavigne, jésuite
- 1917-1946: Gaston Robichez, jésuite
- 1947-1974: Ignatius P. Glennie, jésuite , démissionnaire
- 1974-1983: Leo Rajendram Antony, démissionnaire
- 1983-2015: Joseph Kingsley Swampillai, démissionnaire
- 2015-   :  Christian Noel Emmanuel